# Patruljekompagni
Et patruljekompagni (forkortet PTRKMP) er en specialuddannet landmilitær fjernopklaringsenhed i det danske forsvar opstillet af eller til Hæren på enten divisions- eller korpsniveau. Fjernopklaring vil sige, at der skal indhentes informationer på stor afstand af egne enheder og kan bl.a. udføres ved hjælp af specialiserede patruljer, elektronisk opklaring eller ubemandede fly. Et sådant patruljekompagni kaldes derfor også fjernopklaringskompagni. Longe Range Survelliance-patruljer (LRS) er den nuværende NATO-betegnelse, der bedst dækker den danske landmilitære-kapacitetbetegnelse patruljekompagni.
Organisering
Et patruljekompagni er organiseret med tre patruljedelinger (PTRDEL), bestående af et antal fjernopklaringspatruljer, og en stabsdeling (STDEL), der omfatter sektioner indenfor operation, efterretning, forsyning, administration og signal. Patruljerne transmitterer deres meldinger over store afstande via HF-radio, og derfor vil der ofte være tilknyttet et særligt HF-signalcenter, til tider betegnet "Patruljecenter" (PTR-C).
Forsvarets to patruljekompagnier
Historisk set har der været opstillet to patruljekompagnier til rådighed for Hæren: Jyske Division (JDIV) CH (GEN Dencker) oprettede i begyndelsen af 1980'erne Efterretningskompagniet/JDIV (EKMP/JDIV) på grund af manglende RECCE-kapacitet i dybden af DIV AOI. Beslutningen blev taget på grund af, at det ikke var muligt at finansiere et indkøb af de dengang nyudviklede UAV. Kompagniet blev administrativt underlagt Opklaringsbataljonen/JDR (CH OL Hvidegaard). Senere blev EKMP/JDIV navn ændret til JDIV/Patruljekompagni (senere Danske Division Patruljekompagni – DDIV PTRKMP). Det andet kompagni var Østre Landkommando Patruljekompagni (ELK PTRKMP) blev oprettet i 1995 og skiftede med nedlæggelsen af ELK år 2000, navn til Hærens Operative Kommando Patruljekompagniet (HOK PTRKMP). Sidstnævnte var opstillet til HOK af frivilligt personel fra Hjemmeværnet, og havde sine rødder tilbage i Hjemmeværnets Specielle Efterretningspatruljer (SEP VLK & ELK) oprettet 9. april 1959 jf. formel omtale i FKO direktiv af denne dato.
HOK PTRKMP skiftede fra 2007 navn til Særlig Støtte og Rekognoscering (SSR) og blev samtidig til rådighed for samtlige de operative kommandoer (HOK, SOK, FTK) og Totalforsvaret. SSR skal blandt andet kunne støtte Jægerkorpset og Frømandskorpset i forbindelse med internationale operationer. 9. april 2009 kunne SSR markere 50 året for sit ophav, blandt andet med hilsen fra Forsvarschefen.
DDIV PTRKMP blev nedlagt ved indgåelsen af forsvarsforliget 2006-2009. SSR er dermed forsvarets eneste tilbageværende patruljekompagni.
Udenlandske fjernopklaringskompagnier
Andre enheder, som militærfagligt kan betegnes som et patruljekompagni eller fjernopklaringskompagni, er bl.a. US Army Long Range Reconnaissance Patrols (LRRP) og siden US ARMY Long Range Survelliance Company (LRS-C), samt tyske Fernspähkompanie FSLK 200 også kendt som LRRP 200, udover LRRP 100 og 300. Fern Späh Lehr Kompanie (LRRP 200) var et Uddannelseskompagni, der havde til opgave at opbygge LRRP/LRS kapacitet til brug for hhv. LRRP 100 og LRRP 300. LRRP 200 blev som det sidste af disse tre kompagnier nedlagt i 2015 og den tyske hærs fjernopklaring blev placeret ved Luftlandeaufklärer (Bundeswehr).
Hjemmeværnets patruljeenheder
Tidligere opstillede hjemmeværnet lokale hjemmeværnskompagni-patrulje (HJVK-PTR) eller Udrykningsfunktion-kompagnier (HJVK-UDR) ved hærhjemmeværnsdistrikter landet over, hvor de udgjorde distrikternes taktiske reserve og indsatsstyrke. I daglig tale blev sådanne distriktspatruljer ofte omtalt som et "patruljekompagni", uden at enhederne af den grund havde hverken fjernopklaringskapacitet, førings- og analysekapacitet, den nødvendige specialudrustning, eller var tildelt en fjernopklaringsopgave. Hjemmeværnets distrikts-patruljekompagnier blev nedlagt i år 2000, med indførelse af Hjemmeværnets 3000-mandsstyrke, mens Patruljekompagniet ved Hærens Operative Kommando fortsatte som eneste fjernopklaringskompagni opstillet af hjemmeværnet til disposition for Hærens Operative Kommando (i dag: SSR, se ovenfor). Enkelte andre enheder i Hjemmeværnet fortsatte autonomt med at anvende hær-kapacitetsbetegnelsen "patruljekompagni" i deres enhedsnavn, uden at der var et reelt militærfagligt belæg herfor og i direkte modstrid med Forsvarsministerens svar til forsvarsudvalget den 31. maj 2000. Hjemmeværnet opstiller i dag en patruljeindsatsdeling ved hvert hærhjemmeværnsdistrikt, samt hjemmeværnets nationale specialenhed indenfor patruljetjeneste: SSR.

## Eksterne kilder
1. ↑  Hilsen fra Forsvarschefen

- Danske hærordninger efter 2. verdenskrig, i nationalt og internationalt perspektiv. Af S.C. Volden, Hærens Militærhistoriske Arbejder, Hærens Operative Kommando 2007. ISBN 978-87-986756-1-7
- Danske Specialstyrker. Af Jacob Skaarenborg, Tøjhusmuseet 1994. ISBN 87-89022-30-0
- Forsvarsministerens svar til forsvarsudvalget den 31. maj 2000 omkring nedlæggelsen af hjemmeværnets patruljekompagnier.
- Definitioner af enhedsbetegnelsen Patruljekompagni Arkiveret 24. marts 2013 hos  Wayback Machine og forkortelsen PTRKMP Arkiveret 24. marts 2013 hos  Wayback Machine
- Danske specialoperationsstyrker og patruljeenheder
- SSR (Forsvarets og Hjemmeværnets eneste tilbageværende fjernopklarings- / patruljekompagni).
- Patruljekompagniet ved Hærens Operative Kommando - Historisk hjemmeside om HOK PTRKMP.
- Forsvarschefens hilsen til SSR den 9. april 2009, i anledning af 50 året for oprettelsen af SEP.
- Artikel i Kentauer: Tiden brugt på rekognoscering er sjældent spildt.